# Angelina Fares
Angelina Fares (arabisch انجلينا فارس; * 24. März 1989) ist das erste Fotomodell drusischen Glaubens.

## Leben
Angelina wurde unter dem Namen Doaa im Dorf Rame in Israel geboren. Sie ist das älteste Kind in ihrer Familie und hat sechs Geschwister. Ab dem Alter von sechs Jahren übte sie Gerätturnen. Sie startete für Israel in einer weltweiten Konkurrenz in Russland und wurde am Ende zehnte von achtzig Teilnehmern. Fares verursachte großen Ärger unter der Drusengemeinschaft, als sie sich zum israelischen Schönheitswettbewerb einschrieb und die letzte Phase erreichte. Sie erhielt Morddrohungen für die Entehrung ihrer Gemeinschaft. Wegen dieser Drohungen wurden fünf Leute, darunter zwei ihrer Onkel, wegen des Verdachtes auf versuchten Mord festgenommen. Nach jenen Drohungen und dem Druck, der ihr durch die fromme Drusenführung verursacht wurde, zog sie schließlich ihre Kandidatur für den Wettbewerb zurück. Später brach sie auch die High School ab.